# Pracovní etika
Pracovní etika či pracovní morálka je postoj a přístup pracujících k jejich práci nebo profesi z pohledu sociologie. Pracovní etika je také víra, že práce má morální přínos a inherentní schopnost posílit charakter.
Jeden z klíčových textů k pracovní etice v Západní kultuře je Protestantská etika a duch kapitalismu německého sociologa Maxe Webera a v ekonomickém kontextu Pojednání o podstatě a původu bohatství národů skotského ekonoma a filozofa Adama Smithe.